# 十八连山镇
十八连山镇，是中华人民共和国云南省曲靖市富源县下辖的一个镇。

## 行政区划
十八连山镇下辖以下地区：
雨汪社区、德厚社区、箐头村、丕得村、老屋村、海子村、取木德村、腊甲村、补羊村、卡锡村、华毕村、天宝村、细冲村、阿南村、茂铎村、纸厂村和岔河村。